# Velleminfroy
Velleminfroy es una comuna francesa perteneciente al departamento de Alto Saona, dentro del distrito de Lure y en la región administrativa de Borgoña-Franco Condado.

## Geología
El territorio de la comuna se asienta sobre un yacimiento de esquisto bituminoso que data del periodo Toarciense.

## Clima
En 2010, el clima de esta comuna era del tipo de clima de montaña, según un estudio del Centro Nacional para la Investigación Científica basado en una serie de datos recopilados entre 1971 y 2000. En 2020, Météo-France publicó una tipología de los climas de la Francia metropolitana donde la comuna está expuesta a un clima semicontinental.

## Demografía
En 2022 la comuna contaba con una población municipal de 296 habitantes.

## Monumentos

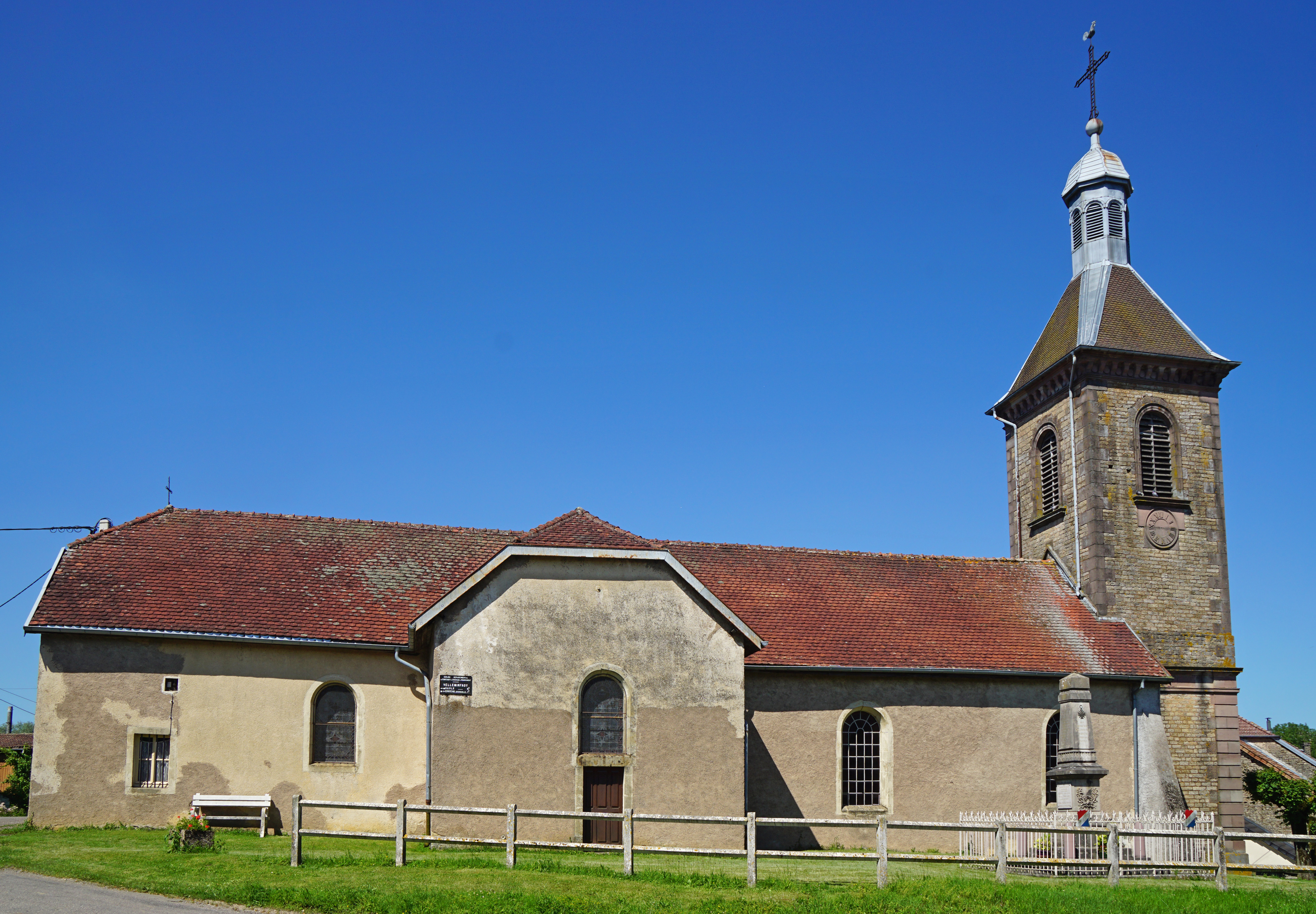
Iglesia de Velleminfroy
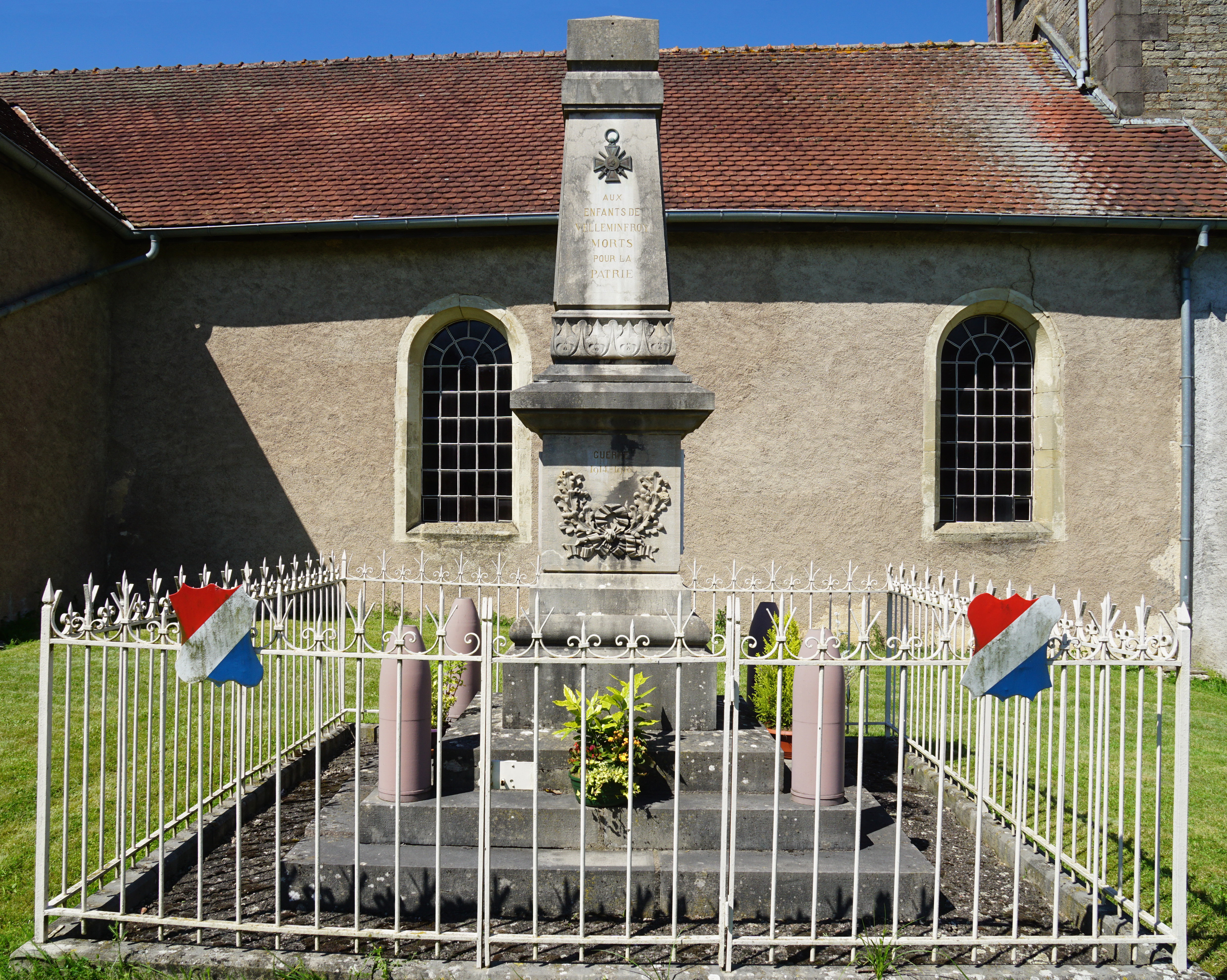
Monumento a los muertos de Velleminfroy